# Journée des farines
Journée des farines (tj. Moučný den) je ve francouzských dějinách označení pro lest, díky které chtěl francouzský král Jindřich IV. získat kontrolu nad Paříží ovládané katolickou ligou. V noci z 20. na 21. ledna 1591 se královi muži převlečení za nosiče mouky neúspěšně pokusili proniknout do města.

## Okolnosti
Náboženské války mezi katolíky a protestanty pustošily Francouzské království. Král Jindřich IV. navzdory svému vítězství nad oddíly katolické ligy vedené Karlem Lotrinským, vévodou z Mayenne 29. září 1589 v bitvě u Arques, nedokázal být úspěšný při obléhání Paříže. Získal ale Vendôme, kde zajistil, aby katolické kostely zůstaly nedotčeny, a obyvatelé netrpěli průchodem armády. Díky tomuto příkladu se mu všechna města mezi Tours a Le Mans vzdávala bez boje. Král opět porazil ligu a Španěly v bitvě u Ivry 14. března 1590. Znovu oblehl Paříž, ale nedaří se mu zlomit odpor města, které je pod vlivem katolické ligy a ochranou Španělů. Jindřich IV. se proto rozhodl ovládnout Paříž lstí. 

## Pokus o průnik
Asi šedesát vojáků převlečených za rolníky vezlo mouku, někteří na koních, jiní na vozech se vydalo k bráně Saint-Honoré. Převlečenou skupinu následovalo pět 500 kyrysníků a 200 arkebuzírů a dále 1200 mužů švýcarské gardy s podporou dvou děl.
Kolem třetí hodiny ráno při příjezdu k bráně Saint-Honoré, tucet vojáků převlečených za rolníky přijelo s vozíky naloženými moukou. Snahou bylo otevřít vrata pro dodávku mouky a umožnit královskému vojsku proniknout do města.
Ale hluk z pohybu tak početného množství vojáků přilákal pozornost pařížských stráží katolické ligy. Brána Saint-Honoré byla zatarasena a zesílena v očekávání útoku královského vojska. Stráže řekly převlečeným vojákům, že není možné otevřít bránu, a proto musejí projít kolem městských hradeb po břehu Seiny a pro přepravu mouky použít nákladní čluny.
Vojáci se vrátili, aby o situaci informovali krále. Král pochopil, že ligisté jsou v pohotovosti a rozhodl stáhnout své jednotky.